# St.-Antonius-Kirche (Bludenz)

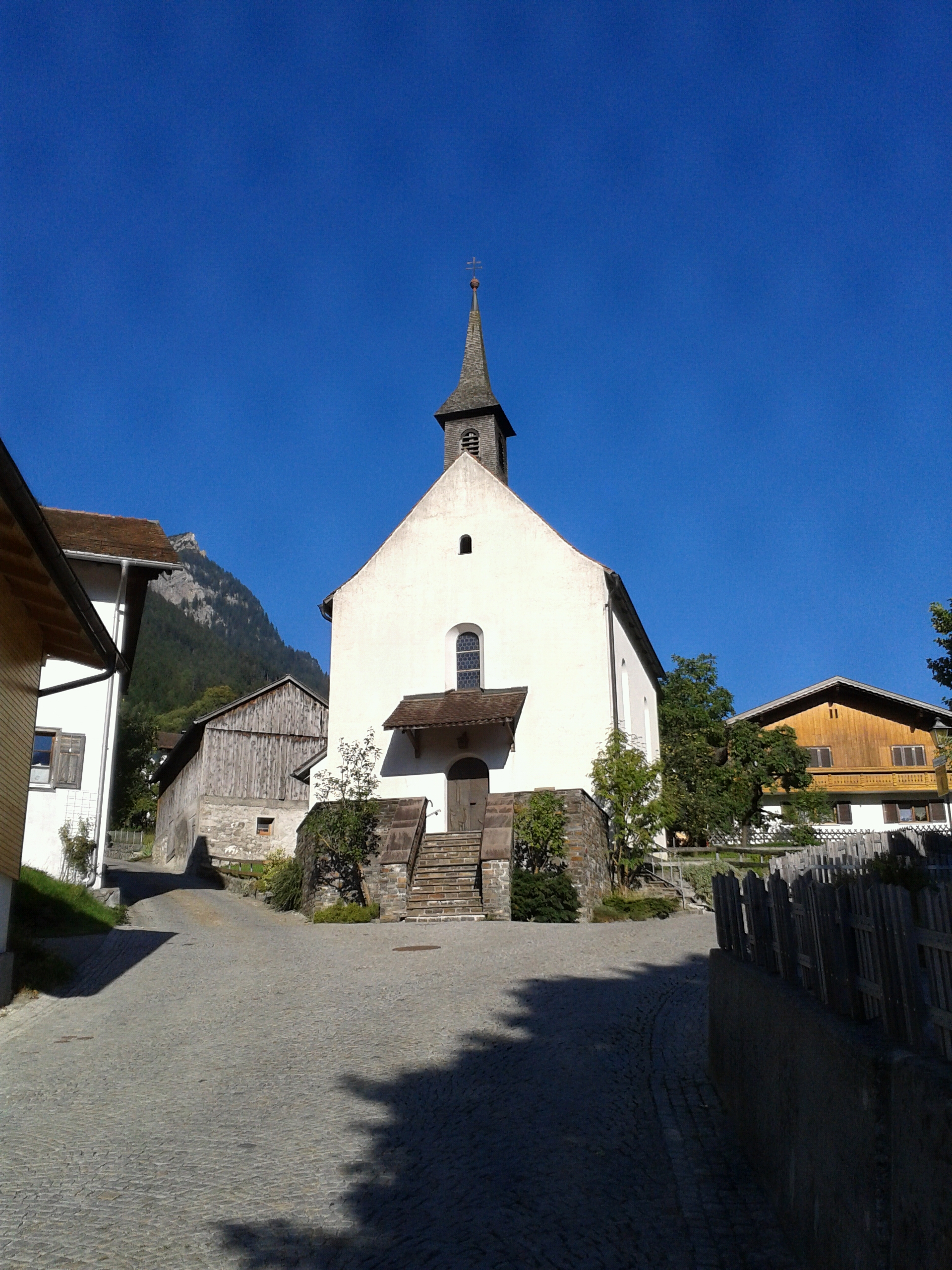

Die St.-Antonius-Kirche ist eine römisch-katholische Nebenkirche zur Heilig-Kreuz-Kirche  im  Bludenzer Stadtteil Rungelin (Vorarlberg/Österreich).
Die Kirche wurde im Jahre 1668 an der Stelle eines Bildstockes (1531) unter dem Maurermeister Kaspar Barward und Werkmeister Balthasar Purtscher errichtet und 1669 zu Ehren des hl. Antonius von Padua geweiht. Das Langhaus mit Chor unter einem Satteldach hat westlich eine angebaute Sakristei und über der Giebelfassade einen Glockenturm mit Spitzhelm. Das Kupferportal Hl. Antonius vom Bildhauer Josef Baumgartner ist unter einem Vordach.
Der Hochaltar aus 1682 mit seinem Aufbau aus Nussholz, mit zwei gedrehten Säulen mit blechernen versilberten Traubenranken, trägt das Altarbild Hl. Antonius mit Maria und Kind vom Bludenzer Maler Jakob Jehly aus 1878. Die Figuren sind von Ignaz Waibl aus 1682.
Im Langhaus findet sich eine vollplastisch gestaltete Muttergottes mit Kind, ein Erzeugnis des Feldkircher Bildschnitzers Erasmus von Kern, dessen Werke auch in der Kirche St. Luzius in Göfis zu sehen sind.